# Bhasmasura
En el marco de la mitología hindú Bhasma Asura era un asura (‘no divino’, demonio) devoto del dios Shivá.
- भस्मासुर, en escritura devánagari.
- bhasmāsura, en el sistema IAST de transliteración.

El gigante estaba enamorado de la diosa Párvati (la esposa del dios Shivá), por lo que propició al dios para conseguir un poder mortífero. Realizó austeridades repitiendo continuamente el mantra shivá.
Finalmente el vanidoso dios se apareció ante él y le dio el privilegio de reducir a cenizas a todos aquellos sobre cuya cabeza pusiera su mano.
(Justamente bhasma significa ‘ceniza’).
Inmediatamente el gigante extendió su mano para hacer la experiencia de este prodigio sobre el propio dios.
El imprudente Shivá hubiera sido infaliblemente la víctima de su indiscreta vanidad, si por virtud de la magia no hubiese encontrado el secreto de encerrarse en una concha.
Pero ni aun este asilo le habría servido, si Vishnú no hubiese venido en su socorro.
En efecto, el dios de cuatro brazos se presentó bajo la forma de Mojiní (‘enloquecedora’), una mujer muy hermosa.
Este, enamorado de sus gracias, dejó a Shivá dentro de la concha y tan solo se ocupó de conquistar el objeto de sus amores.
La halló muy dócil, de modo que ella, para acceder a sus solicitudes, tan solo le exigió que se lavase en la vecina ribera, la cabeza y los cabellos que tenía muy sucios.
El gigante obedeció inmediatamente, voló a la ribera, pero apenas se tocó la cabeza cuando en virtud de su privilegio se redujo él mismo a cenizas.

En cambio según el Skanda puraṇá, Bhasmasura le pidió a Mojiní que se casara con él.
Ella le explicó que le gustaba mucho bailar, y que solo se casaría con el hombre que bailara exactamente igual que ella.
Bhasma accedió y comenzó a imitar exactamente su baile.
La prueba duró varios días.
Al final del baile, Mojiní apoyó una mano sobre una de sus pechos y la otra encima de su propia cabeza.
El perturbado Bhashma hizo el mismo gesto, pero no recordó la bendición de Shiva, y murió instantáneamente.
Vishnú le contó al dios el destino del gigante, informándole de la estratagema que le había liberado del peligro.
Shivá salió de la concha y, después de haber atestiguado su reconocimiento a Vishnú, le rogó encarecidamente que volviese a adoptar la figura de aquella hermosa mujer que había deslumbrado al gigante, a fin de que pudiese gozar de su agradable vista.
Vishnú accedió, pero Shivá apenas la vio se enamoró ciegamente de ella. Sin embargo no podía acercarse a ella, corrió por todo el mundo en su persecución.
Mientras corría comenzó a eyacular.
En cada lugar donde se hundió el semen de Shivá se formó una veta de plata.
Sin embargo su pasión no fue infructuosa, puesto que Mojiní quedó embarazada y dio a luz a un hermoso niño que se llamó Hari-Hara-Putra (Vishnú-Shiva-Hijo).
Más tarde este se identificó con Sasta o Aiyappa, un dios tribal célibe de Keralá, cuyo culto actualmente es enorme en toda la India. Él vive eternamente en la danza denominada mojiniattam, la contraparte femenina (solo lo pueden bailar mujeres) del baile kathakali (el teatro bailado keralí, que solo pueden bailar varones).